# Pandora cornuta
Pandora cornuta är en musselart som beskrevs av C. B. Adams 1852. Pandora cornuta ingår i släktet Pandora och familjen Pandoridae. Inga underarter finns listade i Catalogue of Life.